# 1997 NZ
1997 NZ är en asteroid i huvudbältet som upptäcktes den 1 juli 1997 av Beijing Schmidt CCD Asteroid Program vid Xinglong-observatoriet.
Asteroiden har en diameter på ungefär 9 kilometer och den tillhör asteroidgruppen Eunomia.